# Phyllis Harding
Phyllis Harding, född 15 december 1907 i Wandsworth, död november 1992, var en brittisk simmare.
Harding blev olympisk silvermedaljör på 100 meter ryggsim vid sommarspelen 1924 i Paris.